# Gençay
Gençay ist eine französische Gemeinde mit 1681 Einwohnern (Stand 1. Januar 2022) im Département Vienne im Westen Frankreichs.

## Geografie
Gençay liegt etwa 20 km südlich von Poitiers am Ufer der Clouère und gehört landschaftlich zur Region Poitou.

## Geschichte
Einzelne Spuren belegen die Besiedlung der Gemarkung in gallo-römischer Zeit.
Im 10. Jahrhundert war der Ort Hauptort der Viguerie und Archipresbyterat des Sprengels.
Die alte Festung wurde zwei Jahre lang vom Herzog von Berry belagert. Erst 1375 wurde sie von Bertrand du Guesclin eingenommen. Im 15. Jahrhundert stand Gençay unter der Herrschaft des Hauses La Trémoille.

## Sehenswürdigkeiten
Siehe auch: Liste der Monuments historiques in Gençay
- Im Ort stehen einige sehr alte, sehenswerte Häuser. Das Wohnhaus La Briauderie und das Hôtel des Trois-Marchands sind als Inscrit Monument Historique unter Denkmalschutz.
- Die Ruinen der Befestigungsanlage aus dem 13. Jahrhundert mit ihren fast dreieckigen Gebäuden, runden Ecktürmen und Torburgen sind als Monument historique klassifiziert.
- Das Château de La Roche aus dem 15. bis 17. Jahrhundert ist heute ein Museum zur Geschichte des Malteserordens.
- Die romanische Kirche Notre-Dame entstand im 12. Jahrhundert.

## Städtepartnerschaften
Die Stadt unterhält seit 1972 eine Partnerschaft zu der deutschen Stadt Breckerfeld in Nordrhein-Westfalen.